# Allianz Suisse Open Gstaad 2010
L'Allianz Suisse Open Gstaad 2010 è stato un torneo di tennis giocato sulla terra rossa. È stata la 96ª edizione dell'Allianz Suisse Open Gstaad, che fa parte dell'ATP World Tour 250 Series nell'ambito dell'ATP World Tour 2010. Si è tenuto alla Roy Emerson Arena a Gstaad, Svizzera, dal 25 luglio al 1º agosto 2010.

## Partecipanti

### Teste di serie
| Giocatore          | Nazione | Ranking* | Testa di serie |
| ------------------ | ------- | -------- | -------------- |
| Michail Južnyj     | Russia  | 14       | 1              |
| Nicolás Almagro    | Spagna  | 18       | 2              |
| Thomaz Bellucci    | Brasile | 22       | 3              |
| Albert Montañés    | Spagna  | 24       | 4              |
| Tommy Robredo      | Spagna  | 36       | 5              |
| Victor Hănescu     | Romania | 43       | 6              |
| Richard Gasquet    | Francia | 46       | 7              |
| Paul-Henri Mathieu | Francia | 52       | 8              |

- Teste di serie basate sul ranking al 19 luglio.

### Altri partecipanti
I seguenti giocatori hanno ricevuto una wild card per il tabellone principale:
- Michael Lammer
- Alexander Sadecky
- Agustín Velotti

I seguenti giocatori sono passati dalle qualificazioni:

- Farruch Dustov
- Andreas Haider-Maurer
- Yann Marti
- Jurij Ščukin

## Campioni

### Singolare
Nicolás Almagro ha battuto in finale  Richard Gasquet con il punteggio di 7–5, 6–1.

### Doppio
Johan Brunström /  Jarkko Nieminen hanno battuto in finale  Marcelo Melo /  Bruno Soares con il punteggio di 6–3, 6(4)–7, [11–9].